# 友部インターチェンジ
友部インターチェンジ（ともべインターチェンジ）は、茨城県笠間市平町にある、北関東自動車道のインターチェンジ。

## 歴史
- 2000年（平成12年）12月2日：友部IC - 友部JCT間開通に伴い、供用開始[1]。
- 2007年（平成19年）11月14日：笠間西IC - 友部IC間開通[1][2]。

## 周辺
- 北山公園
- 笠間稲荷神社
- 笠間芸術の森公園
- 愛宕山
- 宍戸駅（JR東日本・水戸線）
- 友部駅（JR東日本・水戸線/常磐線）
- 茨城県教育研修センター

## 道路
- E50 北関東自動車道（14番）

## 接続する道路
- 直接接続
  - 国道355号
  - 茨城県道16号大洗友部線

## 料金所
- ブース数：6

### 入口
- ブース数：2
  - ETC専用：1
  - 一般：1

### 出口
- ブース数：4
  - ETC専用：1
  - ETC・一般：1
  - 一般：2

## 隣
E50 北関東自動車道
(13) 笠間西IC - 笠間PA/SIC/GS
(SICは事業中) - (14) 友部IC - (8-2) 友部JCT - (15) 茨城町西IC - (15-1)茨城町JCT

1. 1 2  “北関東自動車道概要図” (PDF).   栃木県. 2017年1月14日閲覧。
2. ↑  “北関東自動車道笠間西IC〜友部ICが開通します”.   東日本高速道路株式会社 (2007年9月27日). 2017年1月14日閲覧。